# Capsicum villosum
Capsicum villosum ist eine Pflanzenart aus der Gattung Paprika (Capsicum) in der Familie der Nachtschattengewächse (Solanaceae). Sie kommt endemisch im Südosten Brasiliens vor.

## Beschreibung
Capsicum villosum ist ein 1 bis 3 m hoch werdender Halbstrauch oder Strauch. Die gesamte Pflanze ist dicht behaart, die Trichome an der Sprossachse sind wellig und stehen abgespreizt. Die Blüten stehen an einem knieförmig umgebogenen Blütenstiel, so dass die Blüten um 90° gedreht sind. Der Kelch ist mit fünf kurzen Kelchzähnen besetzt. Die Krone ist sternförmig und weiß mit violetten oder bräunlichen Punkten im Kronschlund sowie einer grünlich gefärbten Kronröhre. Der Griffel ist keulenförmig und verbreitert sich von einer schmalen Basis allmählich zu einer verbreiterten Spitze. 
Die Früchte sind kugelförmig, gelblich-grün gefärbt und in zwei Kammern geteilt. Sie enthalten schwärzliche Samen. 
Die Chromosomenzahl beträgt 2n = 26.

## Vorkommen
Die Art kommt endemisch in den südost-brasilianischen Bundesstaaten Minas Gerais, Rio de Janeiro und São Paulo vor.

## Systematik
Untersuchungen des Karyotyps legen eine nähere Verwandtschaft der Art mit Capsicum campylopodium, Capsicum cornutum, Capsicum friburgense, Capsicum mirabile, Capsicum pereirae, Capsicum recurvatum und Capsicum schottianum nahe. Jedoch sind die Ergebnisse der Untersuchungen zu uneindeutig, um auf genauere Verwandtschaftsverhältnisse innerhalb der Gruppe schließen zu können.